# Mâalem
Un maâlem, mâalem, maalem, maâlam, maâllem ou mâallem (arabe : معلم), littéralement « celui qui sait » ou « celui qui a un savoir-faire », est, au Maghreb, un maître en matière d'artisanat ou d'arts. Ce titre honorifique est donné aux personnes jugées dignes d'instruire ou de transmettre un savoir-faire.

## Étymologie
Le terme vient de l'arabe alama qui signifie « enseigner ». Son équivalent féminin — maâlma, mâalma, maalma, maallema, maâllma, maallma, maalama ou moallama — est une femme qui enseigne aux jeunes filles, à domicile, toutes sortes de matières, comme la broderie et la couture.

## Rôle

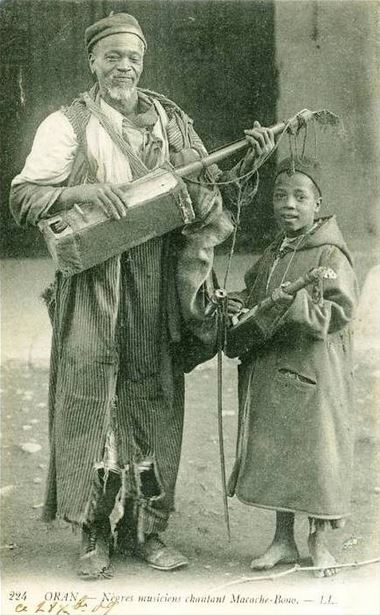
Maâllem et son apprenti à Oran, tenant chacun leur guembri

Il est notamment utilisé pour désigner le chef d'une troupe de gnaouas ou de stambali. Dans ces deux cas, il a le rôle de transmission d'une transe via la musique qu'il joue au guembri.
Au Maroc, en Tunisie et Algérie, il peut également désigner de façon plus générale un patron ou un chef  et de manière plus générale dans les pays arabophones.

## Par pays

### Au Maroc
Les maalemines, maalemine ou maalemin, au singulier maalem, sont, au Maroc, les maitres artisans spécialistes des arts et métiers traditionnels de l'artisanat marocain.  
Parmi ces nombreuses spécialités on distingue le zellige, tadelakt, le bois, le plâtre (gabs), la céramique, le fer, la dinanderie.

#### Statut

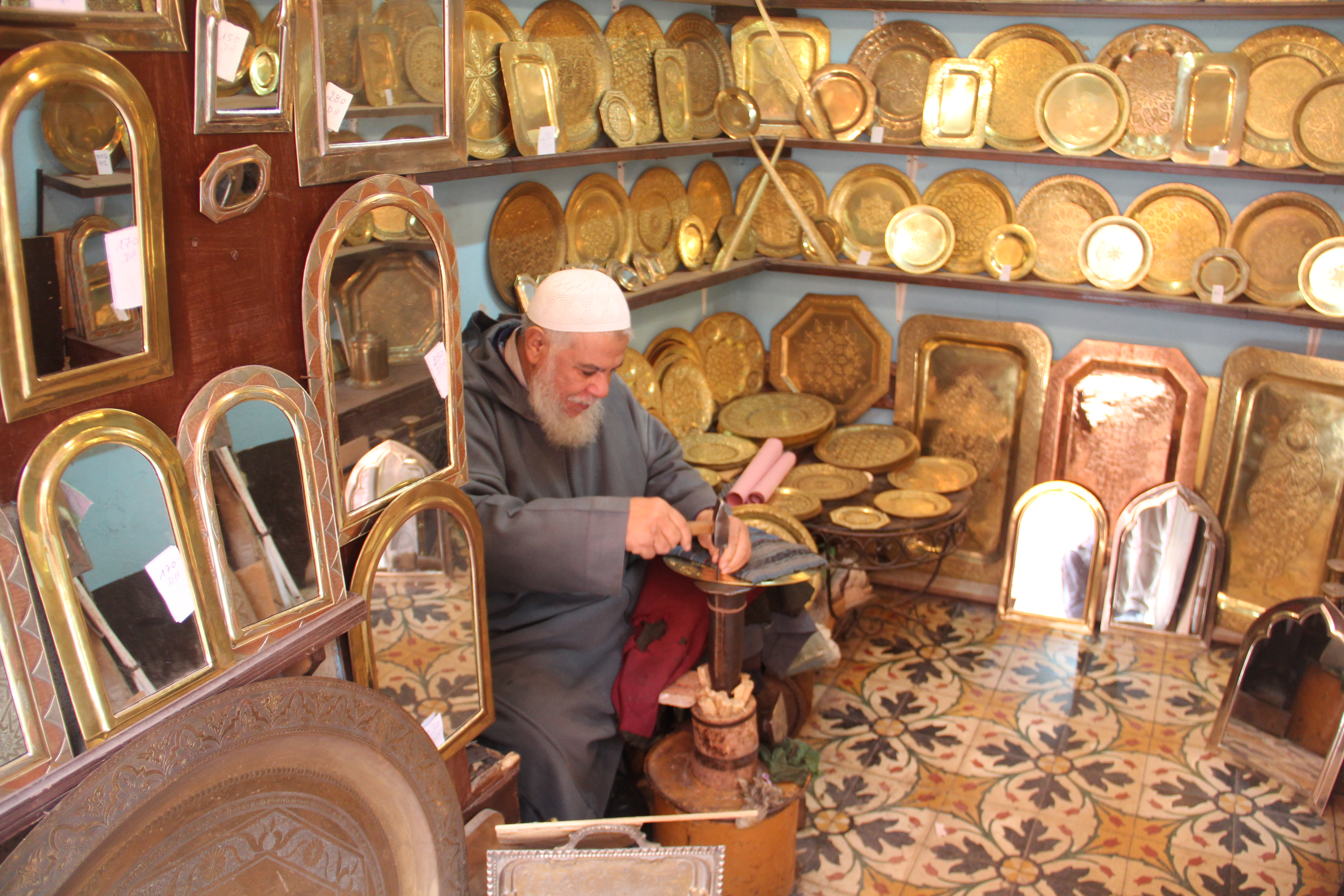
Maalem dans son atelier traditionnel de dinanderie à Marrakech.

Comme l'explique l'architecte marocaine Salima Naji, les maalemines sont des maîtres artisans détenant une science, celle de ses doigts acquise sur une vie
L’artisanat marocain n’est pas qu'un simple secteur de production de biens et de services, puisqu’il réfère à une civilisation lointaine, à un art traditionnel et à la culture de toute une population.
L’histoire moderne de l’artisanat est intimement liée à l’évolution d’ensemble de l’économie marocaine. À la fin du XIXe siècle et au début du XXe, l’économie marocaine était étroitement liée à l’agriculture et à l’artisanat qui constituaient les deux principales activités économiques. Évidemment intimement liée à la vie rurale et campagnarde, l’activité agricole se distingue fortement d’une activité artisanale dont la renommée est étroitement liée à celle des grandes villes historiques. 
L’artisanat est particulièrement important dans la “ville impériale” de Fès : d’après une enquête en 2000, les « Artisans et ouvriers qualifiés des métiers artisanaux » 
(pour reprendre la nomenclature utilisée par le ministère marocain du Plan dans ses recensements) constituaient la catégorie professionnelle la plus représentée (près d’un individu sur trois). Dans certains des cinq grands quartiers de la ville, quatre chefs de ménage sur dix appartenaient au corps des artisans, en particulier dans la médina de Fès.
L’artisanat traditionnel constitue toujours la marque renommée de Fès, auquel le zellige (mosaïque) ou la gravure sur plâtre par exemple, continuent de donner leurs lettres de noblesse. 
Les artisans demeurent, comme aux siècles précédents, divisés en trois catégories principales : les maîtres artisans (mâalemines sanâa), les ouvriers (snayaî) et les apprentis (maâtalemines). 
Le métier d’artisan est encore aujourd’hui largement affaire d’héritage : plus de sept enfants d’artisans sur dix ont cette même activité professionnelle. 
Dans le milieu artisanal, la différence de statut entre artisans est avant tout, selon leurs propos, le résultat d’une inégale maîtrise des savoirs pratiques. 
L’artisan est maître en raison de sa connaissance et de ses compétences supérieures. Ce savoir est au principe d’une division rigoureuse des tâches et de différenciation entre apprentis, ouvriers et maîtres artisans
On ajoute parfois un qualificatif aux mâalemines sous la dénomination de "Maâlemines Sanâa" qui sont les ouvriers artisans (Sanâa) qui maîtrisent le métier. 
Ils participent à la production par leur travail, essentiellement manuel.
Ils exercent leur activité à leur propre compte, seuls ou avec le concours de membres de la famille (ouvriers et apprentis) qui reçoivent un salaire en contrepartie.
En cas de travail avec un patron dans un atelier, le « Sanaâ » travaille sur des projets négociés directement entre le patron et le client.

#### Formation

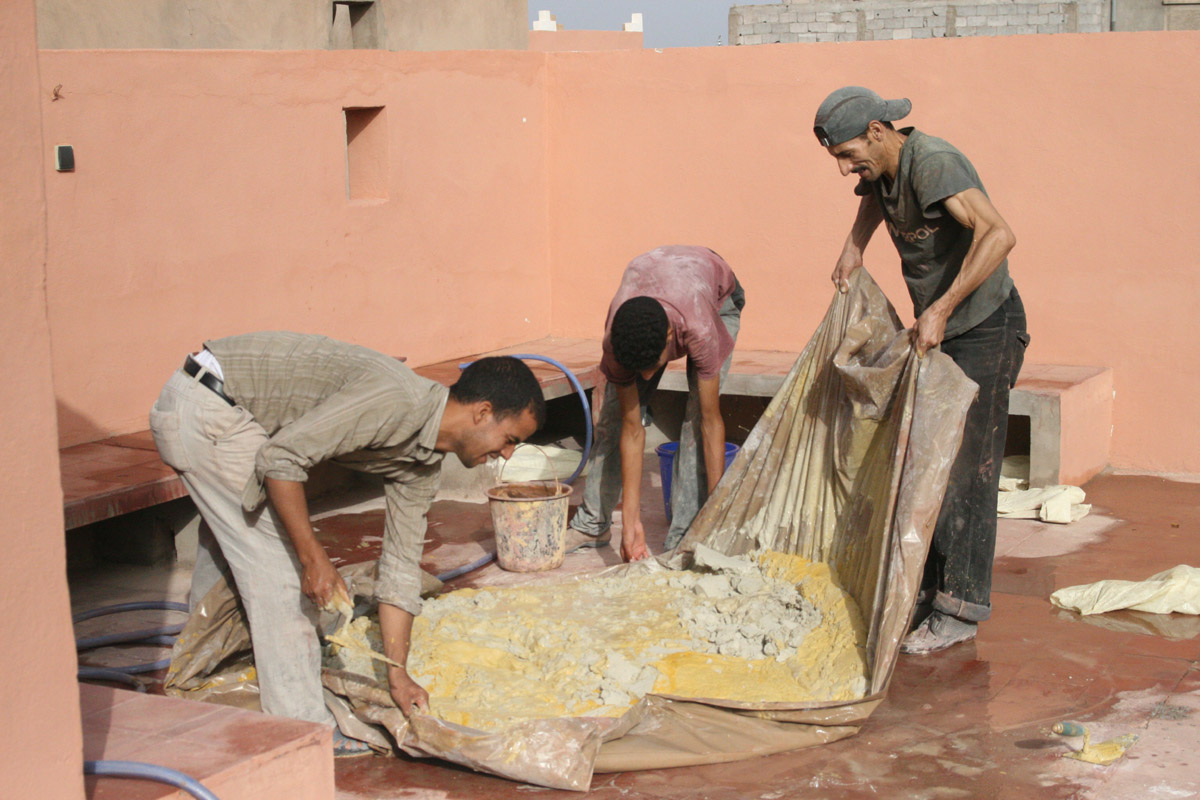
Maalemines du tadelakt en travaux.

Les techniques et le savoir-faire des mâalemines sont un art qui se transmet de génération en génération,. 
Dans l’apprentissage traditionnel, la formation est acquise “sur le tas” : il n’y a pas d’enseignement technologique formalisé, l’apprenti regarde comment se fait le travail, et se doit de trouver par lui-même comment reproduire les gestes qu’il aura vus. 
Il ne passera à un travail plus qualifié que lorsqu’il aura démontré qu’il est en réalité déjà capable d’en entreprendre la tâche sans qu’il soit nécessaire de la lui montrer.  
Les mâalemines sont traditionnellement formés dans des ateliers qui sont des centres d’apprentissage où les anciens métiers sont enseignés aux jeunes. 
L’artisanat représente des connaissances qui se sont accumulées et formées au cours des siècles, connaissances souvent très poussées, très précises et très précieuses. C’est un véritable savoir dont l’utilité n’a pas disparu et qu’il ne faut pas perdre car si la ligne de transmission de ces connaissances était entièrement coupée, on ne les retrouverait plus.

#### Travaux des maalemines marocains dans le monde
- Restauration de la Grande Mosquée de Paris en France[11]
- Construction du pavillon du Maroc à Walt Disney World Resort aux États-Unis[12]
- Construction du jardin oriental dans les Jardins du monde (Berlin-Marzahn) en Allemagne[13]
- Construction de la Grande Mosquée de Dakar au Sénégal[14]
- Construction de la Grande Mosquée de Strasbourg en France[15]
- Construction de la mosquée Cheikh Zayed aux Émirats arabes unis[16],[17]

#### Spécialités
Il existe au Maroc autant de maalemines que de spécialités artisanales. Chaque mâalem sera axé sur une spécialité.

##### Mâalem gebas
Désigne le maitre artisan plâtrier spécialiste du plâtre ciselé.
Le Gebs ou l'art de la sculpture sur plâtre est une technique de sculpture ancestrale qui permet de magnifier le plâtre, principalement à des fins ornementales et architecturales. Le Gebs recouvre habituellement la partie supérieure des murs, mais décore aussi les arcades, les plafonds et les coupoles.
Il consiste en la composition en relief de textes calligraphiés ou de motifs géométriques. On peut en admirer dans les plus beaux bâtiments du pays, tels que le palais royal de Rabat ou la kasbah de Télouet.
Pour arriver à de tels résultats, le processus de fabrication est long et minutieux. Dans un premier temps, le plâtre est étalé en une couche épaisse et homogène
sur la surface murale, hérissée de clous pour une meilleure tenue.
Le temps de séchage du plâtre, relativement long, permet alors aux maîtres de sculpter consciencieusement la matière.
Mais avant que le plâtre soit découpé et sculpté à l'aide de ciseaux, de burins et de gouges, les motifs sont tracés à l'aide d'une pointe sèche, d'une règle, d'un compas,
de gabarits et de pochoirs. La masse lisse se transforme peu à peu en une dentelle raffinée, pour le plus grand plaisir des visiteurs. 

##### Mâalem Tadelkat

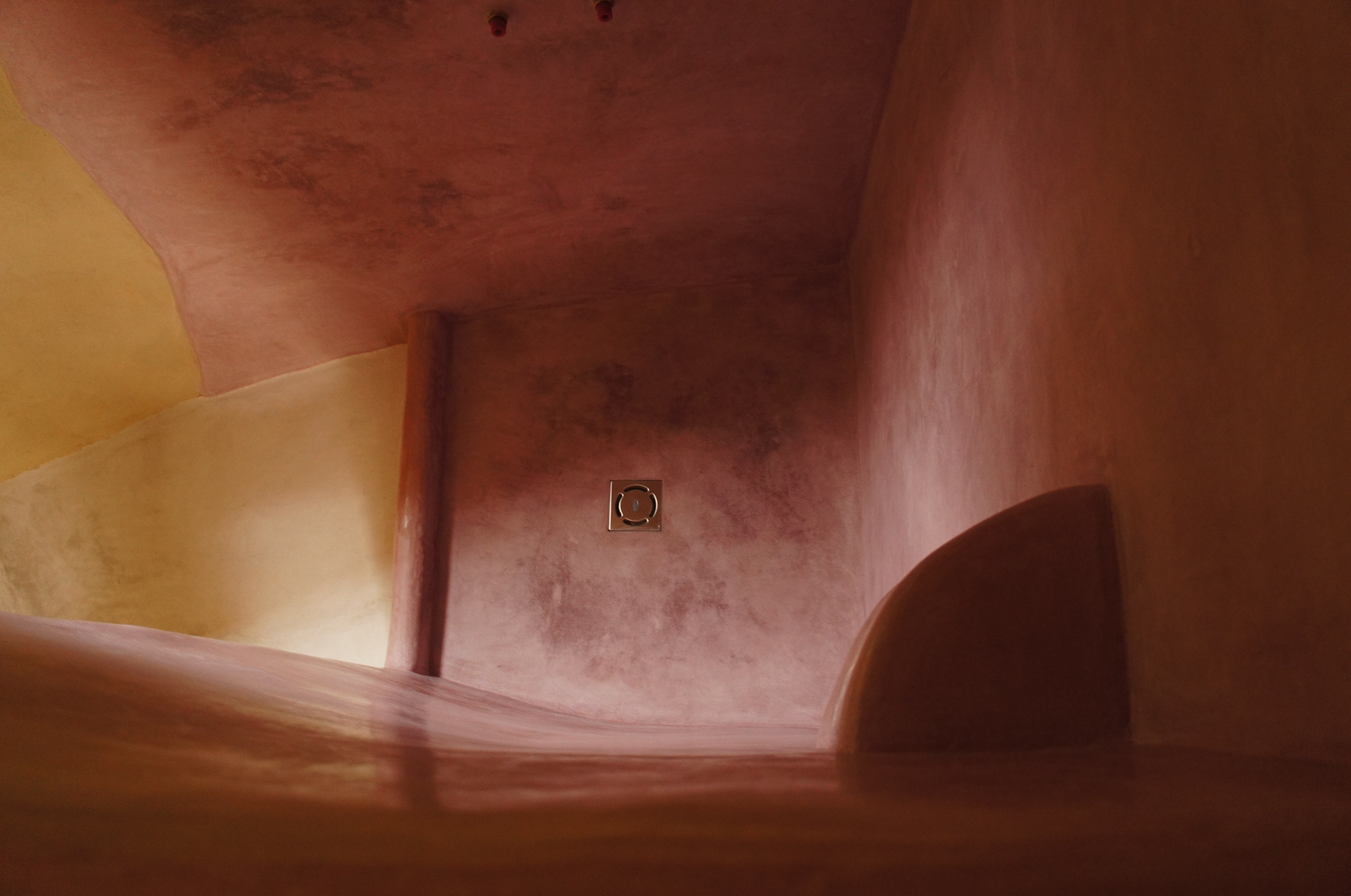
Tadelakt dans une salle de bains.

Désigne le maitre artisan maitrisant l'art du tadelakt.
Le stuc ou tadelakt est un enduit de chaux à l'eau, brillant et imperméable. Sa composition première est entièrement naturelle. Il peut être utilisé aussi bien en intérieur qu'en extérieur. 
C'est l'enduit traditionnel des hammams, des salles de bains, des ryads et des palais au Maroc. Il a un aspect doux et fin. Son imperméabilité permet de l'utiliser également pour la décoration de salle de bains. 
Le tadelakt est généralement réalisé avec de la chaux de Marrakech en une seule passe. 
En effet, la chaux de Marrakech permet une épaisseur plus conséquente grâce à sa fabrication très rudimentaire. 
Les incuits et les surcuits des cuissons de cette chaux font office de charge à l'enduit.
Sa pose est une opération minutieuse et requiert un travail ardu qui n'est pas à la portée de tous.
Les maîtres artisans (mâalemines) marocains suivent une formation durant de longues années afin de maitriser la technique. 
Le tadelakt reste un mortier fragile aux coups qui nécessite un entretien régulier.
Chaque éclat doit impérativement être réparé sous peine d'infiltration dans le support. Les retouches sont toujours visibles. 
Le tadelakt est rendu étanche avec l'application d'un savon naturel particulier, à base d'huile d'olive.
À la suite des nombreux articles parus dans les revues de décoration et l'engouement de la jet set internationale pour Marrakech, l'intérêt du public pour le tadelakt a poussé les industriels à créer des matériaux modernes qui s'apparentent au tadelakt.

##### Mâalem Zellige
Désigne le maître artisan spécialiste de l'art du zellige. 
Le zellige est une mosaïque dont les éléments sont des morceaux de carreaux de faience colorés utilisés dans la décoration de l'art au Maroc. Dans le travail du mâalem (maitre zelligeur), sa création doit être considérée comme une fantaisie habille mais inhabituelle. Quelle que soit la dimension des pièces de zelliges, le mâalem zlaiji doit réaliser un échantillon de forme et de motif. Cette création est faite à l'endroit, c'est-à-dire avec un émail visible alors qu'en réalité le zellige se travaille et se pose à l'envers.    
Pour sélectionner les motifs et les couleurs, le mâalem exécute son panneau originel sur le sable. Les ferragha (ou mâalem feragh) se baseront ensuite sur cet échantillon pour effectuer leur travail. Avant de procéder à la pose et à l'assemblage des zelliges, le mâalem "khattat" ou dessinateur prend les dimensions avec un mètre qui lui set de règle et marque des repères au crayaon. Une fois le panneau de zellige composé, le mâalem ghabbar le saupoudre de plâtre et de ciment qui sont ensuite mouillés afin de coller les différentes pièces entre elles.    
Les ferragha connaissent toutes les formes des pièces et savent par habitude que telle pièce vient automatiquement autour d'une rosace centrale ou que telle autre pièce sert de joint entre une grande rosace et les petites rosaces satellites. Un panneau de zellige peut être composé par plusieurs ferragha à la fois. Il arrive même que les zelliges soient posés assez loin les uns des autres et regroupés ensuite car chacun en connait d'avance l'emplacement.

##### Mâalem du bois
Au Maroc, on distingue trois types de travaux à partir du bois :
- Le bois peint : l'artisan nommé "Azzawaq" peint toutes sortes de bois. Le support à décorer est d'abord apprêté, poli et peint en rouge brique, vert pistache ou en bleu violacé. Pour peindre, l'artisan utilise différents pinceaux.

- Le bois sculpté : l'artisan dénommé "Annaqach" sculpte diverses essences de bois en utilisant des burins de différentes formes et tailles. Le cèdre demeure le bois le plus utilisé.

- Le bois tourné : l'artisan nommé "Al Kharrat" utilise diverses essences de bois comme l'ébène, le sangho, le citronnier et le cèdre. L'outillage de l'artisan se compose d'un tour manuel "Lamkharta", d'un archet et d'un burin.

- Le bois incrusté (marqueterie) : le marqueteur du nord du Maroc utilise le bois d'acajou comme support de décoration.

Le marqueteur dénommé "Annaqach" incruste le bois avec des fragments d'os et un fil de métal argenté. L'artisan dénommé "Attabbaa" découpe et sculpte plusieurs essences de bois qu'il colle sur un support en contreplaqué.

#### Maalemines reconnus
- Maâlem ABDELKADER OUAZZANI (dernier maitre artisan du brocart de Fès)[22]
- Mâalem ABDESSALAM KAMAL EDDEMNATI (maitre-artisan du bois)[23].